# Blepharandra
Blepharandra es un género de arbustos perteneciente a la familia  Malpighiaceae. Comprende  6 especies árboles o arbustos nativos de Guyana, sur de Venezuela, y Amazonia Brasil.

## Descripción
Son árboles o arbustos. Las hojas eglandulares. Las inflorescencias  terminales. Los pétalos de color blanco, rosa o rojo, la parte posterior amarillo pálido. El fruto es  seco, indehiscente, una pequeña  cápsula esférica u ovoide conteniendo de 2 a 3 semillas. 

## Citología
El número de cromosomas: n = 12 ( W. Anderson R., 1993).

## Taxonomía
El género fue descrito por  August Grisebach y publicado en  Linnaea  22: 7 en el año 1849. La especie tipo es Blepharandra hypoleuca (Benth.) Griseb.

## Especies
- Blepharandra angustifolia (H.B.K.) W.R.Anderson
- Blepharandra cachimbensis W. R. Anderson
- Blepharandra fimbriata MacBryde
- Blepharandra heteropetala W. R. Anderson
- Blepharandra hypolceuca (Benth.) Griseb.
- Blepharandra intermedia W. R. Anderson